# Sanna Sillanpää
Sanna Riitta Liisa Sillanpää, född 15 april 1968, är en finsk massmördare som greps efter att tre män blivit skjutna till döds med en hyrd pistol den 21 februari 1999 på Helsinki Shooting Club i Helsingfors.
Under den psykiatriska hälsoundersökningen befanns Sillanpää lida av paranoid schizofreni. Statsadvokaten Maarit Loimukoski krävde att Sillanpää fängslades för tre dråp och för två försök till dråp, men den 11 oktober 1999 fann domstolen att Sillanpää skulle vara juridiskt sinnessjuk.
Hon blev 2000 intagen på psykiatriska kliniken vid Niuvanniemi.